# Hjalte Nørregaard
Hjalte Bo Nørregaard est un footballeur danois, né le 8 avril 1981 à Copenhague au Danemark. Il évolue comme milieu relayeur.

## Biographie

### En club
Il est un temps le joueur ayant disputé le plus de matchs avec le FC Copenhague avant d'être dépassé en septembre 2016 par William Kvist.

### Sélection nationale
Hjalte Nørregaard obtient sa première sélection le 19 novembre 2008 contre le Pays de Galles. Il est d'ailleurs titulaire lors de cette défaite (0-1) en match amical.
En 2009, il rentre en cours de jeu lors deux matchs qualificatifs pour la Coupe du monde 2010, contre le Portugal (1-1) et en Albanie (1-1).
Il compte quatre sélections dont une comme titulaire (sa première) entre 2008 et 2009.

## Palmarès
FC Copenhague
- Champion du Danemark (6) : 2003, 2004, 2007, 2009, 2010, 2011
- Vainqueur de la Coupe du Danemark (2) : 2004, 2009
- Vainqueur de la Supercoupe du Danemark (1) : 2004
- Vainqueur de la Royal League (1) : 2005